# Matipu
Els matipu és un poble indígena del Brasil. Viuen a la part sud del parc indígena del Xingu a l'estat de Mato Grosso. La seva població s'estima en uns 157 individus el 2014, respecte a la població de 40 habitants del cens de 1995. Són principalment de fe animista i comparteixen molts trets culturals amb altres pobles del Xingu. També es coneixen com mariape-nahuqua i matipuhy.

## Idioma
Els matipu tradicional parlaven una llengua carib pròpia, però ja no hi ha parlants vius coneguts. Actualment parlen l'amonap com els kalapalo i kuikuro.

## Subsistència
Per autoabastir-se, els matipu cacen, pesquen i conreen. Els principals conreus són la mandioca i el blat de moro.